# Чемпіонат світу з трекових велоперегонів 1902
Чемпіонат світу з трекових велоперегонів 1902 пройшов в двох містах: 15 червня 1902 року в Римі, Королівство Італія пройшов спринт, а  22 червня в Берліні, Німецька імперія провели гонки за лідером для аматорів та для професіоналів. 

## Медалісти

### Чоловіки
Професіонали
| Дисципліна       | Золото             | Срібло      | Бронза        |
| Спринт           | Торвальд Еллегаард | Гаррі Меєрс | П'єтро Біксіо |
| Гонка за лідером | Тадеус Робль       | Еміль Буур  | Едуар Тейлор  |

Аматори
| Дисципліна       | Золото            | Срібло        | Бронза     |
| Спринт           | Шарль Піар        | Леон Делаборд | Орла Норд  |
| Гонка за лідером | Альфред Ґьорнеман | Фріц Келлер   | Йохан Діле |

## Загальний медальний залік
| Місце  | Країна           | Золото | Срібло | Бронза | Загалом |
| ------ | ---------------- | ------ | ------ | ------ | ------- |
| 1      | Німецька імперія | 2      | 1      |        | 3       |
| 2      | Франція          | 1      | 2      | 1      | 4       |
| 3      | Данія            | 1      |        | 1      | 2       |
| 4      | Нідерланди       |        | 1      | 1      | 2       |
| 5      | Італія           |        |        | 1      | 1       |
| Всього | Всього           | 4      | 4      | 4      | 12      |